# Maia Reficco
Maia Reficco Viqueira (Boston, Massachusetts, EUA, 14 de juliol de 2000), és una actriu i cantant estatunidenca, coneguda per interpretar a Kally Ponce a la sèrie original de Nickelodeon, Kally's Mashup.

## Primers anys
Maia Reficco va néixer el 14 de juliol de 2000 a Boston, Estats Units. Als 6 anys es va traslladar a Buenos Aires amb la seva família, d'origen argentí. Des de petita, va mostrar l'interès per la música: cantava i tocava la guitarra i el piano. Va créixer en un ambient de música, fins i tot toca el saxofon i l'ukelele, quan era petita solia compondre cançons als llibres de botànica que la seva mare li comprava. És filla de Katie Viqueira i Ezequiel Reficco, té un germà petit, Joaquín Reficco Viqueira qui des de petit també s'ha dedicat al cant. La seva mare és una prestigiosa cantant i professora de cant d'artistes com Chayanne, i és directora del seu Centre d'Art Vocal, i representa Reficco en el medi artístic. El seu pare va realitzar un postgrau a la Universitat Harvard, ara és professor a la Universitat dels Andes a Bogotà. Maia va fer acrobàcies artístiques durant 11 anys. A l'edat de 15 anys, va viatjar a Los Angeles i va residir amb Claudia Brant on va tenir oportunitat per estudiar cant amb Eric Vetro, un reconegut entrenador vocal de grans artistes com Ariana Grande, Camila Cabello i Shawn Mendes. També va assistir a un programa de 5 setmanes a Berklee College of Music a Boston en el qual va destacar, obtenint una beca.

## Carrera
Reficco va arribar al projecte de Nickelodeon, Kally's Mashup gràcies a Claudia Brant i la xarxa social Instagram; Brant va ser qui es va encarregar d'enviar les versions que Reficco feia de diferents artistes i pujava a la plataforma, després va ser contactada per la producció de la sèrie per a una audició. Reficco va audicionar amb el tema Dangerus Woman de la cantant Ariana Grande. Finalment va aconseguir obtenir el paper protagonista de la sèrie interpretant Kally Ponce. Kally's Mashup gira al voltant de Kally, una jove prodigi que és acceptada en un conservatori musical universitari. Kally sempre es va dedicar a la música clàssica, però la seva veritable passió és la música pop. La sèrie compta amb música original composta per Anders, el seu company musical d'anys, Peer Astrom i la seva esposa Nikki Anders. Adam Anders també estava a càrrec de la producció executiva, supervisant tota la música de la sèrie. Reficco va signar amb l'empresa discogràfica Deep Well Records i va viatjar a Miami per gravar música de la sèrie. El 19 d'octubre de 2017, Reficco es va presentar per primera vegada als Kid's Choice Awards Argentina presentant el tema musical de la sèrie Key of Life.
El 21 d'agost de 2018, Reficco es va presentar als KCA Mèxic 2018 on va interpretar el tema World's Collide i Unisono al costat de l'elenc de Kally's Mashup. El 25 d'agost del 2018, en una entrevista amb Billboard Argentina, Reficco va confirmar estar treballant en el seu material discogràfic com a solista en conjunt amb una gran discogràfica, igual que va revelar que el seu àlbum debut serà de gènere pop i R&B. Aquest mateix dia es va presentar als KCA Argentina 2018, on va interpretar novament la cançó World's Collide i Unisono al costat de l'elenc de Kally's Mashup. El 7 de novembre Reficco es va presentar als Meus Prêmios Nick 2018, on va interpretar novament les mateixes cançons, però aquesta vegada «Unísono» al costat d'Alex Hoyer i Lalo Brito; aquella mateixa nit, Reficco va ser premiada com a «Artista de TV favorit». El 14 de desembre del mateix any va dir que havia compost cançons amb Claudia Brant i altres productors, i que el líder del seu projecte musical és Adam Anders, igual que la seva música estarà enfocada a transmetre diferents missatges.
El 2022 va aparéixer a Do Revenge, una pel·lícula de Netflix protagonitzada per Camila Mendes i Maya Hawke i al Reboot de Pretty Little Liars de HBOMAX.